# Любинко Друлович
Любинко Друлович (серб. Ljubinko Drulović / Љубинко Друловић, нар. 11 квітня 1968, Нова-Варош) — югославський та сербський футболіст, що грав на позиції півзахисника. По завершенні ігрової кар'єри — тренер.
Виступав, зокрема, за клуб «Порту», з яким виграв низку національних трофеїв, а також національну збірну СР Югославії, у складі якої був учасником чемпіонату Європи та світу.

## Клубна кар'єра
Народився 11 квітня 1968 року в місті Нова-Варош. Розпочав займатись футболом у клубі «Златар» з рідного міста, після чого потрапив в академію клубу «Слога» (Пожега).
У дорослому футболі дебютував 1988 року виступами за команду другого югославського дивізіону «Слобода» (Ужице), в якій провів півтора сезони, взявши участь у 55 матчах чемпіонату.
З початку 1990 року два з половиною сезони грав у складі вищолігового «Рада».
Влітку 1992 року підписав дворічний контракт з португальським «Жіл Вісенте». У команді грав до грудня 1993 року, після чого уклав контракт з лідером португальського футболу «Порту». Друлович став однією з «ікон» «Порту» 1990-х. Він виступав разом з такими гравцями, як Златко Захович, Маріо Жардел та Сержіу Консейсау. Разом з командою п'ять разів поспіль (з 1994 по 1999 рік) став чемпіоном Португалії, а також чотири рази ставав володарем Кубку і п'ять разів — Суперкубка Португалії. У сезоні 1993/94 разом з командою дійшов до півфіналу Ліги чемпіонів, тоді «Порту» програв іспанській «Барселоні».
У 2001 році перейшов у стан принципового суперника «Порту», лісабонську «Бенфіку». У липні 2001 року отримав португальське громадянство. У сезоні 2001/02 Любинко грав у стартовому складі, але в наступному втратив своє місце і став зрідка з'являтись на полі. Через це 2003 року повернувся на батьківщину, де грав протягом одного сезону за белградський «Партизан».
Завершив професійну ігрову кар'єру у португальському клубі «Пенафіел», за команду якого виступав протягом сезону 2004/05 років, зігравши лише 8 матчів у Прімейрі.

## Виступи за збірну
28 грудня 1996 року у віці 28 років дебютував в офіційних іграх у складі національної збірної Союзної Республіки Югославії в товариському матчі проти Аргентини (3:2).
У складі збірної був учасником чемпіонату світу 1998 року у Франції та чемпіонату Європи 2000 року у Бельгії та Нідерландах. При цьому на європейській першості Друлович був одним з найкращих у складі своєї збірної і на стадії групового етапу забив гол Словенії (3:3), а також віддав 4 гольові передачі в 3 матчах групового етапу.
Всього протягом кар'єри у національній команді провів у формі головної команди країни 38 матчів, забивши 7 голів.

## Кар'єра тренера
Розпочав тренерську кар'єру невдовзі по завершенні кар'єри гравця, 2006 року, очоливши тренерський штаб нижчолігового португальського клубу «Тоурізенсе».
У квітні 2008 року став тренером «Банату», який був на грані вильоту з сербської Суперліги, проте не зміг врятувати команду і по завершенні сезону покинув клуб. 
Влітку 2008 року став тренером словенської «Драви» з міста Птуй і зайняв з командою 9 місце в чемпіонаті.
Після одного сезону перерви, який Друлович використав для навчання, він став тренером клубу «Примейру де Агошту», з яким став шостим в турнірній таблиці чемпіонату Анголи 2011 року.
2012 року став головним тренером юнацької збірної Сербії, з якою у 2013 році виграв юнацький чемпіонат Європи (U-19) в Литві. А згодом тренував збірну до 20 років.
Після відходу з Синиша Михайловича з посади тренера національної збірної Сербії в лютому 2014 року, Друловича була призначено виконувачем обов'язків тренера головної команди. Він тренував збірну в чотирьох іграх, здобувши дві перемоги (Ірландія 2:1, і Ямайка 2:1), нічию ( Панама 1:1) і зазнавши однієї поразки (Бразилія 0:1). Тим не менш влітку 2014 року повноцінним головним тренером був призначений голландський фахівець Дік Адвокат, який мав готувати Сербію до кваліфікації для чемпіонату Європи 2016 року у Франції.
Майже рік по тому, в квітні 2015 року, Друлович був призначений тренером збірної Македонії, коли ця команда вже майже втратила всі шанси вийти на чемпіонат Європи. Македонія під керівництвом Друловича провела п'ять ігор, зазнавши чотири поразки і зігравши один матч внічию.
15 жовтня 2015 року став новим тренером «Партизана», і таким чином повернувся в сербський футбол. Проте після того, як провів лише два місяці на лавці чорно-білих, Друлович у грудні покинув клуб через погані результати.

## Титули і досягнення

### Як гравця
- Чемпіон Португалії (5):

«Порту»: 1994-95, 1995-96, 1996-97, 1997-98, 1998-99
- Володар Кубка Португалії (4):

«Порту»: 1993-94, 1997-98, 1999-00, 2000-01
- Володар Суперкубка Португалії (5):

«Порту»: 1993, 1994, 1996, 1998, 1999
- Чемпіон Європи (U-19): 2013